# Ian Ballinger
Ian Roy Ballinger (New Plymouth, 21 ottobre 1925 – Christchurch, 24 dicembre 2008) è stato un tiratrice a volo neozelandese, vincitrice della medaglia di bronzo nella Carabina a terra da 50 metri a Città del Messico 1968.
Ha gareggiato nella stessa specialità anche a Monaco di Baviera 1972 e a Montréal 1976 classificandosi rispettivamente 46° e 20°, oltre a due edizioni dei Giochi del Commonwealth nel 1974 e nel 1978.

## Palmarès

### Giochi olimpici
- 1 medaglia:
  - 1 bronzo (carabina 50m a Città del Messico 1968).